# Český lev (heraldika)

Český lev na malém českém státním znaku

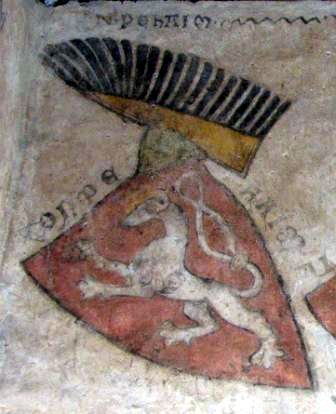
První známé barevné vyobrazení českého lva (nástěnná freska Gozzova paláce v Kremži, 70. léta 13. století)

Český lev je pojem pro lví heraldickou figuru objevující se na erbech českých panovníků, později na znaku českého státu. Dnes se pod pojmem český lev rozumí „stříbrný dvouocasý lev ve skoku se zlatou korunou a zlatou zbrojí“, který se jako symbol Čech (někdy reprezentoval všechny země Koruny české) objevuje od 13. století, v době vlády Přemysla Otakara I. V podobném významu mu předcházel jednoocasý lev (příčiny přidání druhého ocasu nebyly nikdy jednoznačně vysvětleny), který nahradil přemyslovskou černou plamennou (svatováclavskou) orlici na stříbrném poli. 
Tato figura se udržela až do současnosti na malém i velkém státním znaku České republiky. Český heraldický lev v červeném poli je současně malým státním znakem ČR.

## Heraldická legenda
O zisku figury lva do znaku také vypráví příslušná heraldická legenda o Bruncvíkovi, která navazuje na legendu o Štilfrídovi (ta se vztahuje k zisku orlice). Tato legenda se zdá být inspirovaná německými bájemi, mimo jiné o Jindřichu Lvovi, odkud je také vyvozován název hlavní postavy, Bruncvíka, vzhledem k tomu, že Jindřich byl z Brušvíku (staroněmecky Bruneczwig). Dříve se myslelo, že Bruncvík měl představovat českého knížete Vladislava II., ale tento názor se ukazuje jako chybný především vzhledem k Vladislavovým skutkům, podle kterých Bruncvík byl spíše jeho syn Přemysl Otakar I. Tomu by také odpovídalo to, že král Přemysl nejspíš skutečně získal lva od syna Jindřicha, budoucího císaře Oty IV.[zdroj?]

## Vznik
Podle kroniky tak řečeného Dalimila získal roku 1158 český kníže Vladislav II. od Fridricha Barbarossy královský titul a zároveň jako erb stříbrného lva s jedním ocasem na červeném poli (zde panuje nejednotnost v názvosloví a lze se setkat s pojmem lvice, který má označovat jednoocasého lva, spíše ve starší literatuře, ovšem tento závěr lze považovat za mylný, jelikož lvice v heraldice neexistuje). 
Jedná se však pouze o kronikářovu smyšlenku, neboť ještě v poslední třetině 12. století se objevují lev a orel na přemyslovských mincích jako pouze obecná znamení bez souvislosti s heraldikou. Lev jako heraldické znamení byl mezi Přemyslovci poprvé použit roku 1213, kdy je doložen na pečeti moravského markraběte Vladislava Jindřicha. Jsou náznaky, že již šlo o dvouocasého lva, ale protože otisk pečeti je nebarevný, nelze dokázat, že šlo o téhož lva, který se později stal symbolem českého krále a Čech. Kronikář Dalimil píše, že lva polepšil o druhý ocas beze změny tinktury Přemyslu Otakarovi I. římský král Ota IV. za pomoc při potlačování saského povstání, opět jde však o smyšlenku kronikáře, neboť Přemysl Otakar I. lva jako heraldický symbol nikdy nepoužíval.
První nepochybný doklad existence stříbrného dvouocasého lva v červeném poli tak pochází až z roku 1247, kdy jej jako své erbovní znamení přijal z titulu markraběte moravského Přemysl Otakar II. Mnozí historici se domnívají, že tento symbol používal jako spoluvládce svého otce, krále Václava I. a druhý ocas symbolizoval právě Přemyslovo spoluvládcovství. V roce 1253, když po smrti svého otce, Václava I., nastoupil na český trůn, ponechal si tento erb a začal jej používat jako znak českého krále (pro moravského markraběte si pak vytvořil nový erb s šachovanou orlicí). Tento znak s různými drobnými změnami ve výzdobě zůstal znakem Českého království až do roku 1918 a jako znak Čech až do dnes.

## Příklady

### Státní znak

Státní znak České republiky
Státní znak Československa
Země Koruny české
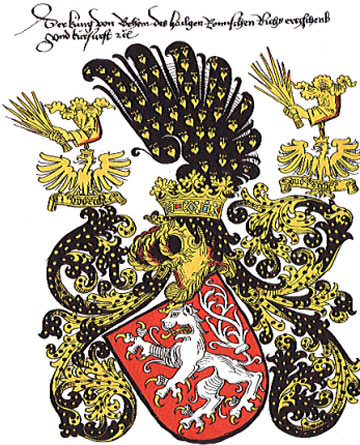
Království české
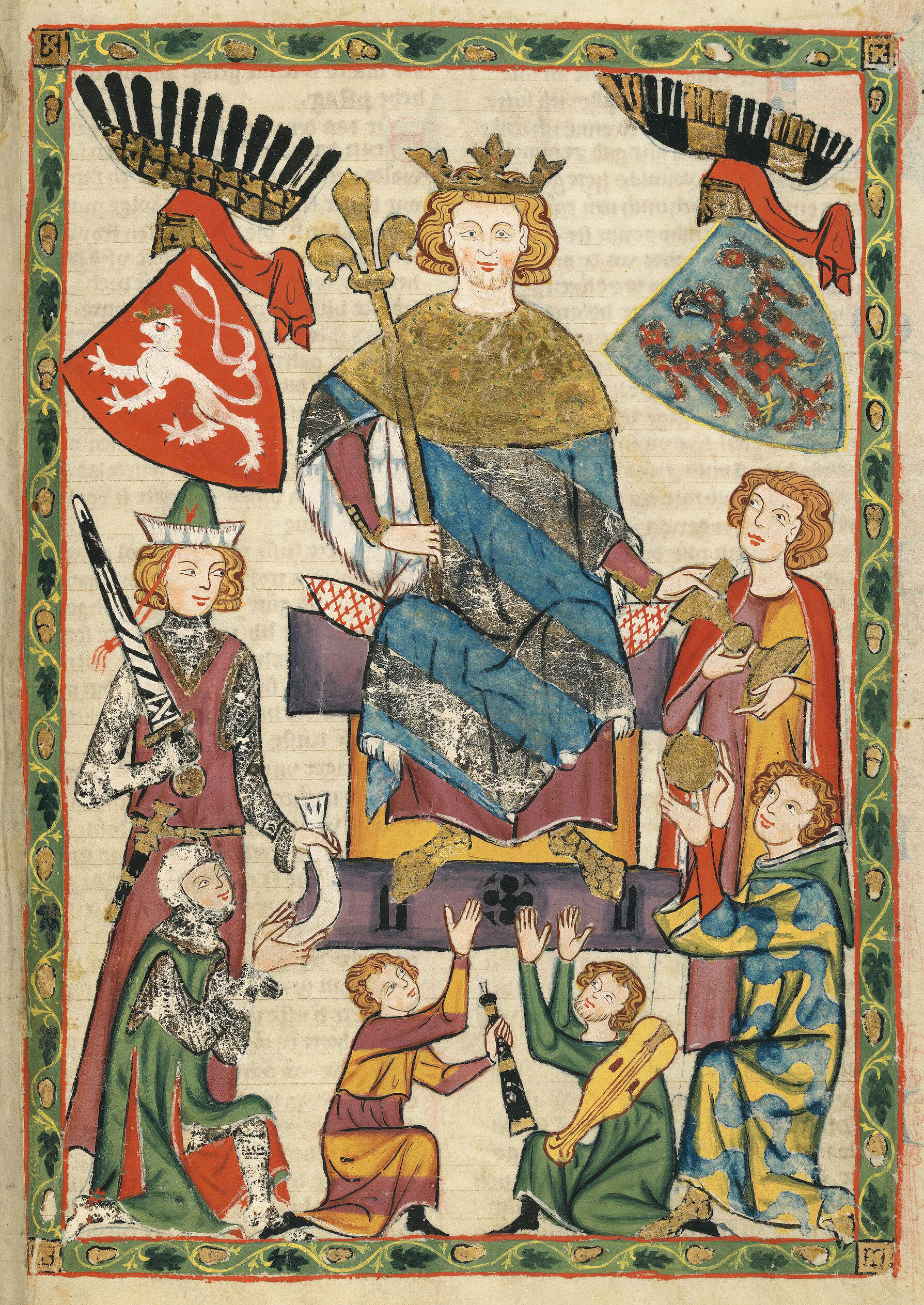
Král Václav II. (Codex Manesse)
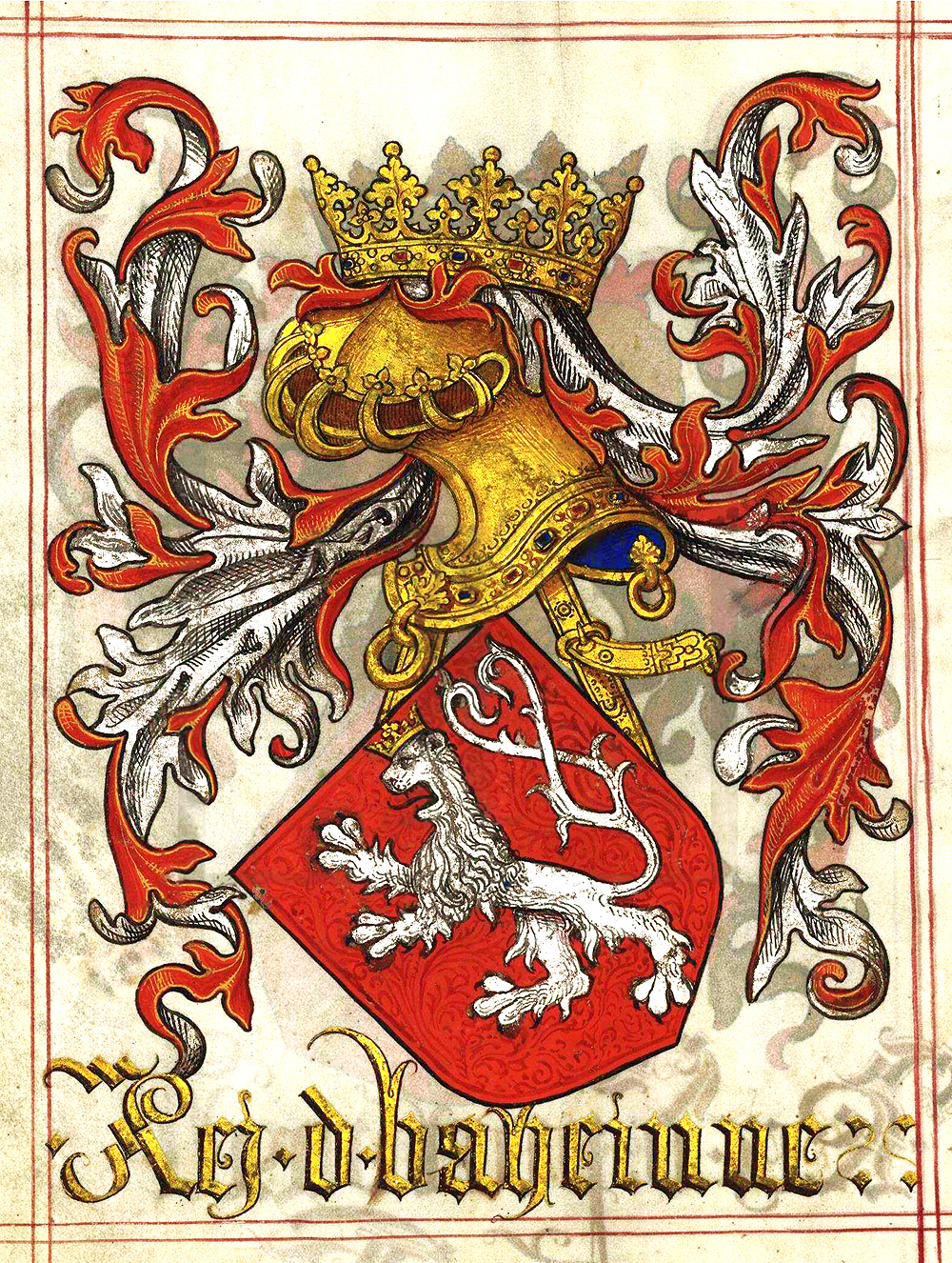
Znak Čech (Livro do Armeiro-Mor, 1509)
Malý znak republiky Československé

### Znaky měst

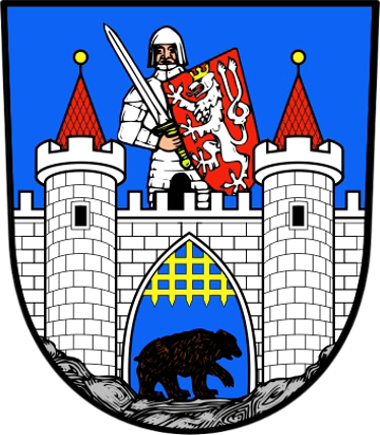
Beroun
České Budějovice
Český Brod
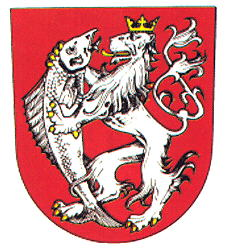
Děčín
Görlitz
Jihlava
Hradec Králové
Karlovy Vary
Kladsko
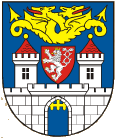
Kolín
La Roche-en-Ardenne
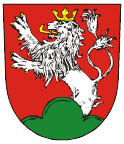
Lipník nad Bečvou
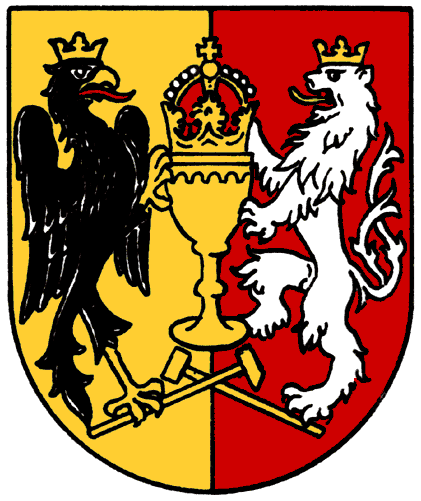
Kutná Hora
Litoměřice
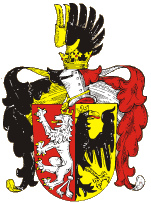
Mělník
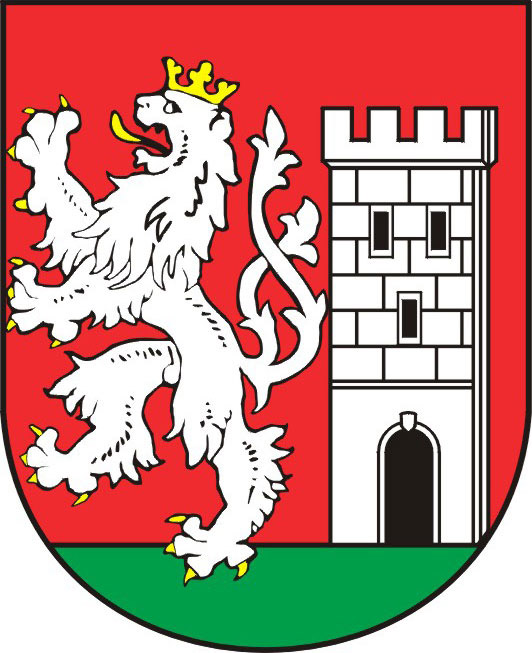
Nymburk
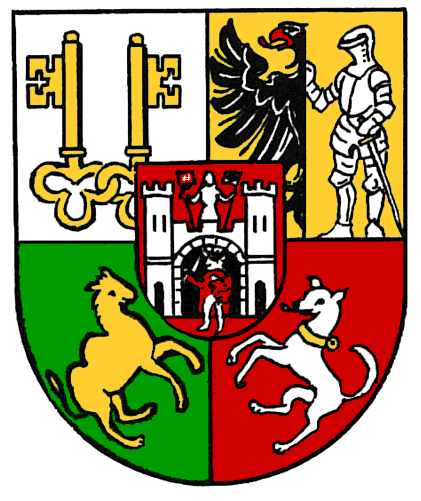
Plzeň
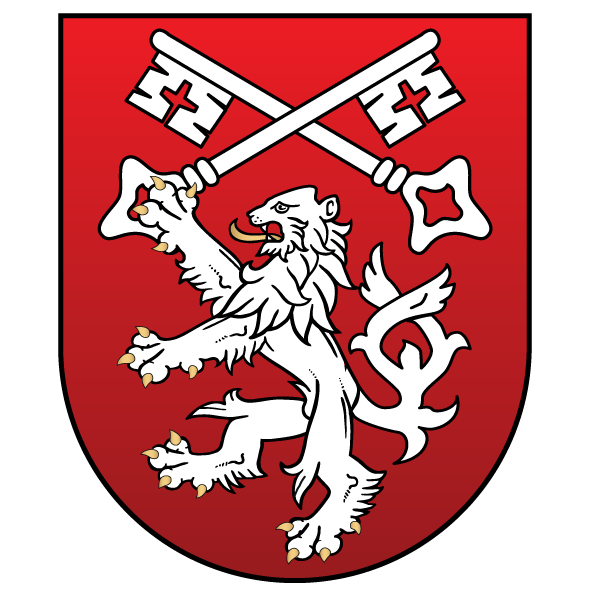
Prachatice
Slaný
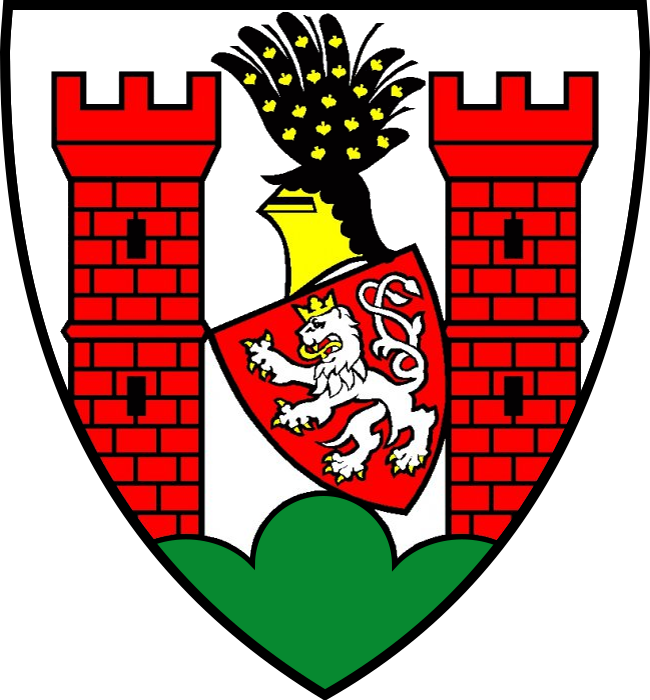
Spremberg
Turnov
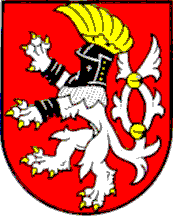
Ústí nad Labem
Vratislav
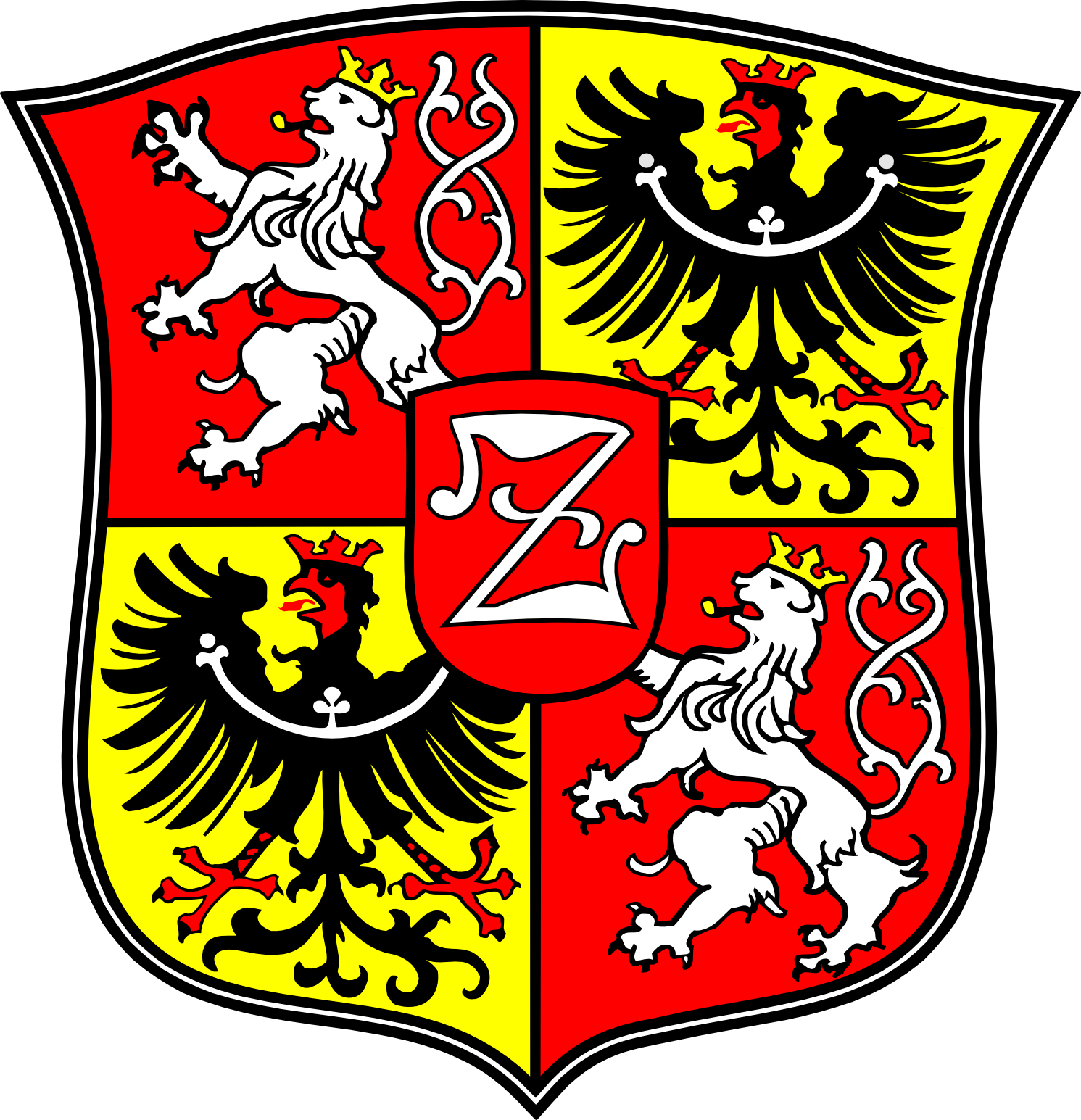
Žitava